# 'O surdato 'nnammurato
"'O surdato 'nnammurato" (italiensk: Il soldato innamorato) er en af de mest kendte sange på napolitansk sprog.
Teksten blev skrevet af Aniello Califano og sat i musik af Enrico Cannio i 1915. Sangen beskriver sorgen hos en soldat, som kæmper ved fronten under den 1. verdenskrig, og som lider af længsel efter den kvinde, som han er forelsket i.
Anna Magnanis fortolkning i filmen La sciantosa er meget berømt.
Nuomstunder er den blevet en sang, som repræsenterer byen Napoli, og som synges på fodboldstadion af byens fans.